# Яндекс.XML
«Яндекс.XML» — заборонений в Україні безкоштовний сервіс, що надає можливість робити автоматичні пошукові запити до «Яндексу» та публікувати його видачу у себе на ресурсі. 
На відміну від виконання запитів до «традиційного» пошуку «Яндекса» за допомогою скриптів та подальшого синтакстичного аналізу одержуваних результатів, «Яндекс.XML» є офіційно підтримуваною «Яндексом» технологією з достатньо широкими можливостями, залежними, проте, від конкретної реалізації та форматів XML-запитів/відповідей. 
Перш ніж скрипт почне звертатися до «Яндексу» із запитами, потрібно зареєструвати  IP-адресу сайту, на якому буде працювати скрипт.
Після цього можна починати задавати XML-запити. У них, крім пошукового запиту та області пошуку (певний сайт або регіон), можна задавати різні угруповання та сортування. У відповідь програма отримує результати пошуку в форматі XML.
Технологія знайшла вдале застосування при організації пошуку по своєму сайту на PHP, на ASP.NET, на Perl.